# 江里口信常
江里口信常（天文17年（1548年）? - 天正12年3月24日（1584年5月4日）），日本戰國時代武將，龍造寺隆信的家臣。
江里口信常是龍造寺家著名的龍造寺四天王之一。成為龍造寺隆信的家臣是因為鍋島直茂的關係，鍋島直茂早年受龍造寺家兼的命令，過繼給少貳家家臣：九州千葉家的千葉胤連作養子。後來由於龍造寺家兼被同屬少貳家家臣的馬場賴周的陷害，龍造寺一門幾乎被殺盡，龍造寺家和少貳家的關係嚴重惡化，於是直茂和支持少貳家的千葉胤連解除養父子關係，此時江里口信常等十二名千葉家臣隨同直茂回歸龍造寺家，成為龍造寺家臣。江里口信常的先祖世世代代居於江里山，故以江里口為姓。
1584年，島津有馬聯軍在沖田畷之戰擊敗龍造寺氏，龍造寺隆信本人陣亡，江里口信常殺入島津軍陣中，瞄住了敵方總司令島津家久的頭，不過只弄傷家久的左足，暗殺計畫失敗，結果被在場的敵軍殺死。但是他這英勇的行為，使他被島津家久稱讚為「無双の剛の者」。